# Halbblut
Halbblut is een Duitse stomme film uit 1919. Het was de eerste film die Fritz Lang zelf regisseerde. Van de film uit 1919 zijn geen exemplaren bewaard gebleven.
Halbblut vertelt het verhaal van de kleurlinge Juanita uit Santa Fé die door Edward Scott als maîtresse naar Europa wordt gehaald. In een gesprek met zijn vriend Axel van der Straaten zegt Edward dat hij nooit met Juanita zal trouwen, omdat een kleurlinge volgens hem nooit gelijk aan een blanke zal kunnen zijn. Juanita hoort dit gesprek en besluit wraak te nemen. Zij maakt Edward letterlijk gek van jaloezie, zodat hij moet worden opgenomen in een gesticht. Vervolgens legt zij het aan met Axel die zij tot een gokker en valsspeler maakt. Juanita verraadt hem aan de politie, maar Axel weet te voorkomen dat hij gearresteerd wordt. Hierna wil Juanita met een mesties naar Mexico vluchten, maar zij wordt door Axel doodgeschoten.
De belangrijkste rollen in de film werden gespeeld door Ressel Orla (Juanita), Carl de Vogt (Axel) en Carl-Gebhard Schröder (Edward).